# Vestatemplet
Vestatemplet (latin: Aedes Vestae) var ett tempel beläget på sydöstra delen av Forum Romanum i Rom. Vestatemplet var tillägnat Vesta, hemmets och härdens gudinna, som spelade en stor roll i det romerska samhället. Här kunde även vestalerna, Vestas prästinnor, utföra viktiga religiösa riter.
Vestas kult infördes enligt Livius i Rom under den legendariske Numa Pompilius, Roms andra kung. Han ska också ha uppfört Roms tidigaste tempel till Vesta som antagligen är en föregångare till Vestatemplet.

## Historia och mytologi
Det antika Rom är en plats som präglas av både historia och mytologi som vävs samman och det kan därför vara svårt att avgöra vad som är sant. Vestatemplet utgör inte något undantag.   
Templets historia är lång och händelserik och sträcker sig tillbaka till Roms kungatid, men de tidigaste arkeologiska spåren från ett tempel på platsen är från 200-talet; det antas dock ha funnits en helgedom där även tidigare.
Livius placerar vestalernas ursprung i den antika staden Alba Longa och menar att Numa Pompilius först förde vestalerna till Rom under sin regeringstid 716–672 f.Kr. Pompilius ackrediteras ibland även grundandet av Vesta kulten och vestalerna. Han sägs ha uppfört Vestalernas hus, som då blir ett av de tidigaste uppförda byggnaderna på Forum Romanum.
Enligt Livius finns det kopplingar till kungatiden. När en kung inte ska ha setts som pålitlig eller inte på alerten ska en vestal sagt “Vigilanse rex? Vigila (Är kungen på alerten? Var alert!)” Livus skriver även att kopplingarna går tillbaka till Romulus och Remus, vars födelseplats ska ha varit Alba Longa. Deras mor, Rhea Silvia ska, enligt traditionen, ha varit en vestal.
Under århundradena har templet förstörts och restaurerats många gånger, enligt Livius bland annat år 390 f.Kr. då det plundrades och brändes av galler. Under Julius Caesars tid som pontifex maximus (62–44 f.Kr.) genomfördes en utvidgning av vestalernas bostäder som tillhörde tempelområdet.
Templet har även drabbats av ett antal förödande eldsvådor genom tiderna. I den stora branden som drabbade Rom år 64 e.Kr., under kejsar Neros tid, förstördes återigen templet, men det byggdes upp snart därefter. År 191 e.Kr drabbades templet ytterligare av en brand, efter vilken det restaurerades av kejsar Septimius Severus hustru Julia Domna.
År 391 e.Kr. lät kejsar Theodosius I släcka “den eviga elden” som brann i templet och stängde det för att visa att kristendomen nu var den dominerande religionen. Templet plundrades 1549 på sin yttre marmorstruktur och kvar fanns en rund betongmur och några kalkstensblock. I dag står en liten del av templets utsida som rekonstruerades under 1930-talet med tidigare utgrävt material.

## Arkitektur

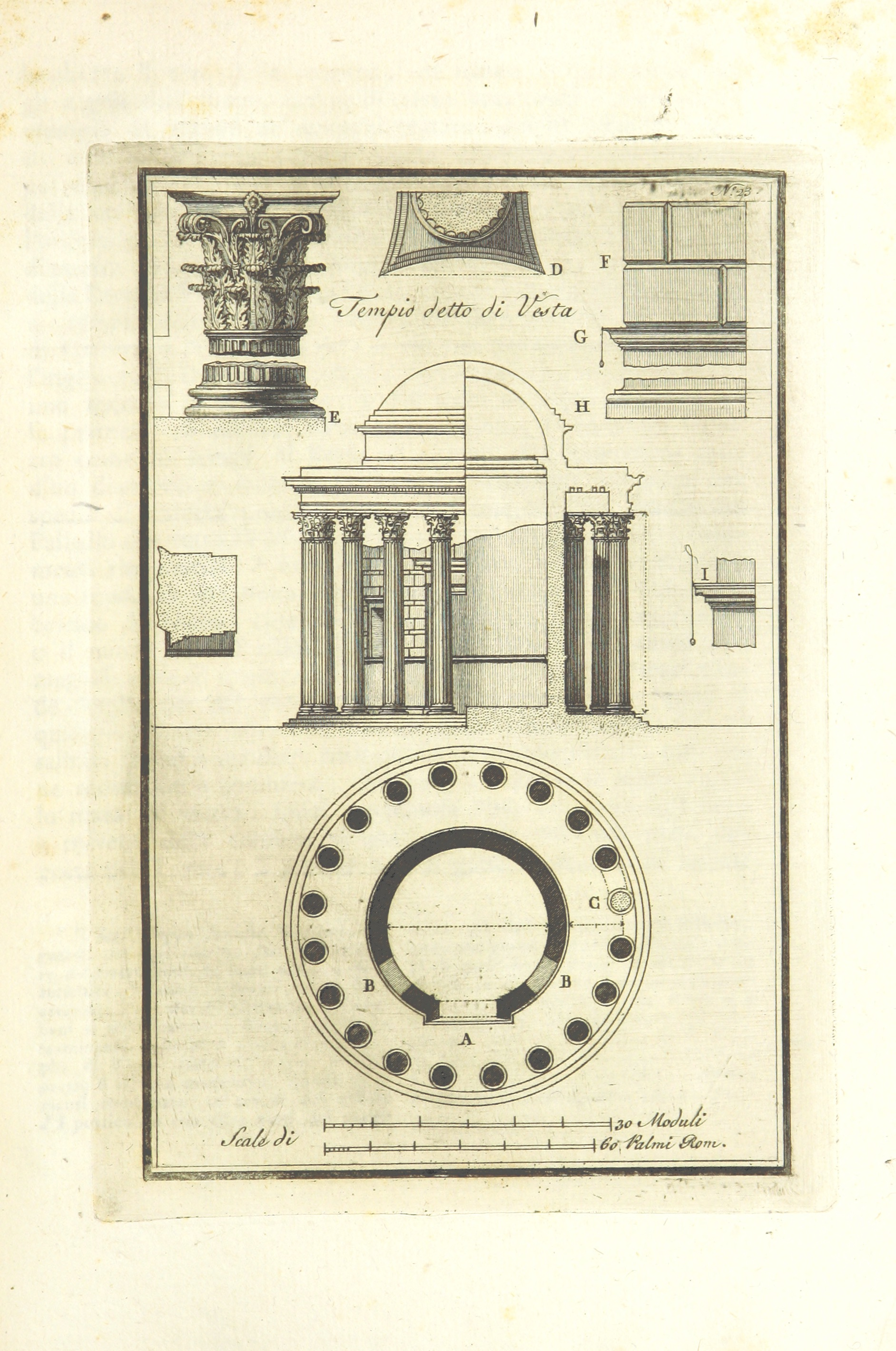
Illustration av Vestatemplets arkitektur.

Till skillnad från Roms andra byggnader var Vestatemplet en rund byggnad som liknar en tholos till utseende. Formen på templet kan även ha inspirerats av formen på det tidiga Roms hyddor, men detta är en spekulation. Ett mynt av Lucius Cassius Longinus från år 55 f.Kr. är en arkeologisk källa man utgår från när man talar om Vestatemplets utseende. En annan källa man utgår ifrån är kvarlevorna av själva templet.
Vestatemplet har brunnit vid tillfällen under historiens gång. Templet har troligtvis haft olika utformningar. Det som fortfarande är synligt i kvarlämningarna är delar av en vägg, några kolonner samt stenläggningar på marken som markerar var byggnaden en gång stod. Utöver det är det svårt att avgöra exakt hur templet var utformat.
Cassius Longinus mynt visar en bild av Vestatemplet. Förutom kvarlämningarna som finns än idag är myntet det närmaste arkeologer kommer till att veta hur Vestatemplet såg ut. Enligt bilden på myntet ska templet ha varit runt med sex längsgående kolonner, en skulptur hållande en spira ovanför pedimentet samt griphövdade antefixer som täckte takfötterna. Antefixer var under antiken terrakottaskulpturer, oftast bemålade. De ornamenterade templets takfot. De hade också en praktisk funktion, nämligen som skydd för ändplattorna på taket från oväder.
Inuti Vestatemplet ska det ha funnits två förrådsrum (Penus Vestae): ett yttre, där reningssubstanser som mola salsa förvarades, och ett inre, där man bevarade de heliga föremålen, sacra. Föremålen i det inre förrådsrummets beskrivs av Livius att skyddas av skärmar för att förhindra att obehöriga skulle se föremålen. Män var förbjudna att se föremålen och mytiska berättelser beskriver hur en Pontifex Maximus blev blind efter att av misstag sett Palladium, en helig Athena Pallas staty.

## Templets funktioner
Vestatemplet omfattar många funktioner som mestadels är religiösa. Templet är kärnan i Vestas kult där religiösa processioner till gudinnan kunde få utlopp. Vesta var härdens gudinna och hade en betydande roll i det romerska samhället. I romarnas ögon var Vestas kult väsentlig för Roms överlevnad. 
Den eviga elden (latin: ignis perpetuus) utgjorde templets kärna och symboliserade den romerska statens välstånd och kontinuitet. Elden fungerade både som stadens fysiska och symboliska hjärta. För det romerska folket var elden avgörande för deras välbefinnande och slocknande av elden betraktades som ett olycksbådande tecken. 
Vestalerna
Vestalerna var sex prästinnor tillägnade gudinnan Vesta, vars huvudsakliga uppgift var att vaka över den eviga elden i Vestatemplet. De valdes ut av Pontifex Maximus som barn, vid cirka 6–10 års ålder, och avlade under sin 30-åriga tjänstgöring inom kulten ett kyskhetslöfte. Vestalerna bodde i Vestalernas hus (latin: Atrium Vestae) i anslutning till Vestatemplet.
Förutom att vaka över den heliga elden utförde vestalerna också andra viktiga uppgifter. Detta inkluderade bland annat förberedning av substansen mola salsa som användes vid alla Roms offentliga ritualer. Dessutom hade vestalerna uppgift att sköta och vakta de heliga objekten, sacra, som förvarades i Vestatemplets inre förråd, Penus Vestae.
Mola salsa
En av vestalernas viktigaste uppgifter var att framställa renande substanser som användes vid offentliga offerritualer i Rom. En av dessa renande substanserna var mola salsa, "saltat mjöl", som var en blandning av speltvete och salt. Efter tillverkningen förvarades mola salsa i vestatemplets yttre förråd, penus exterior, fram till användning. Mola salsa ströddes över offrens ryggar på samma sätt inför alla offerritualer. Idén bakom detta var att ena offren, som kunde variera i kön, ålder och art, i den romerska gemenskapen.
Penus vestae och de heliga objekten
I templet fanns förrådsrum, penus vestae, som vaktades och sköttes av vestalerna. I det yttre förrådet förvarades de renande substanserna, till exempel mola salsa, som vestalerna framställde.
I det inre förrådet förvarades de så kallade "heliga objekten". Dessa var hemliga och endast vestalerna ägde tillträde till rummet och tilläts hantera objekten. Att rena dessa heliga objekt var en annan viktig uppgift för vestalerna. På grund av mystiken kring rummet vet man inte vilka föremål som förvarades där, men det sägs ha funnits en liten staty av Pallas Athena, "Palladium". Enligt myten tog Aeneas med sig statyn när han återvände till Rom från Troja.

## Bilder

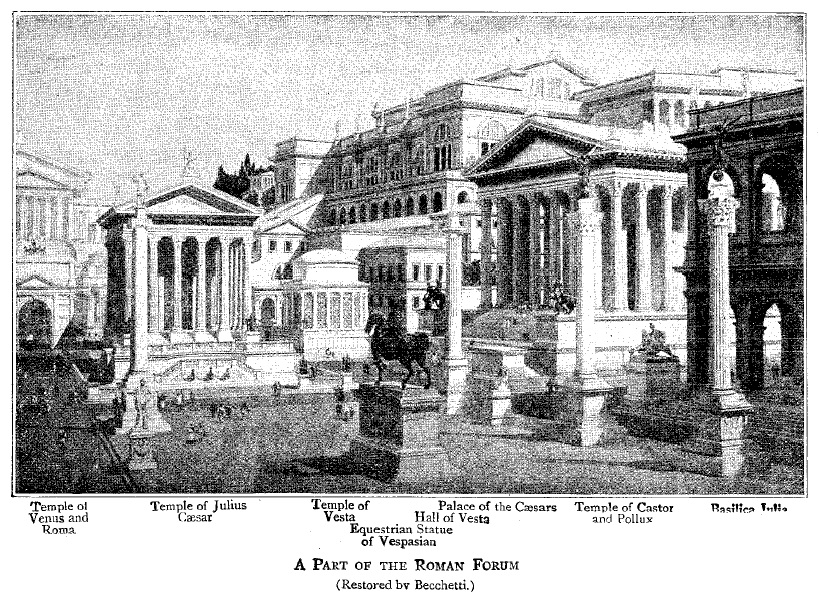
Vestatemplet på Forum Romanum.
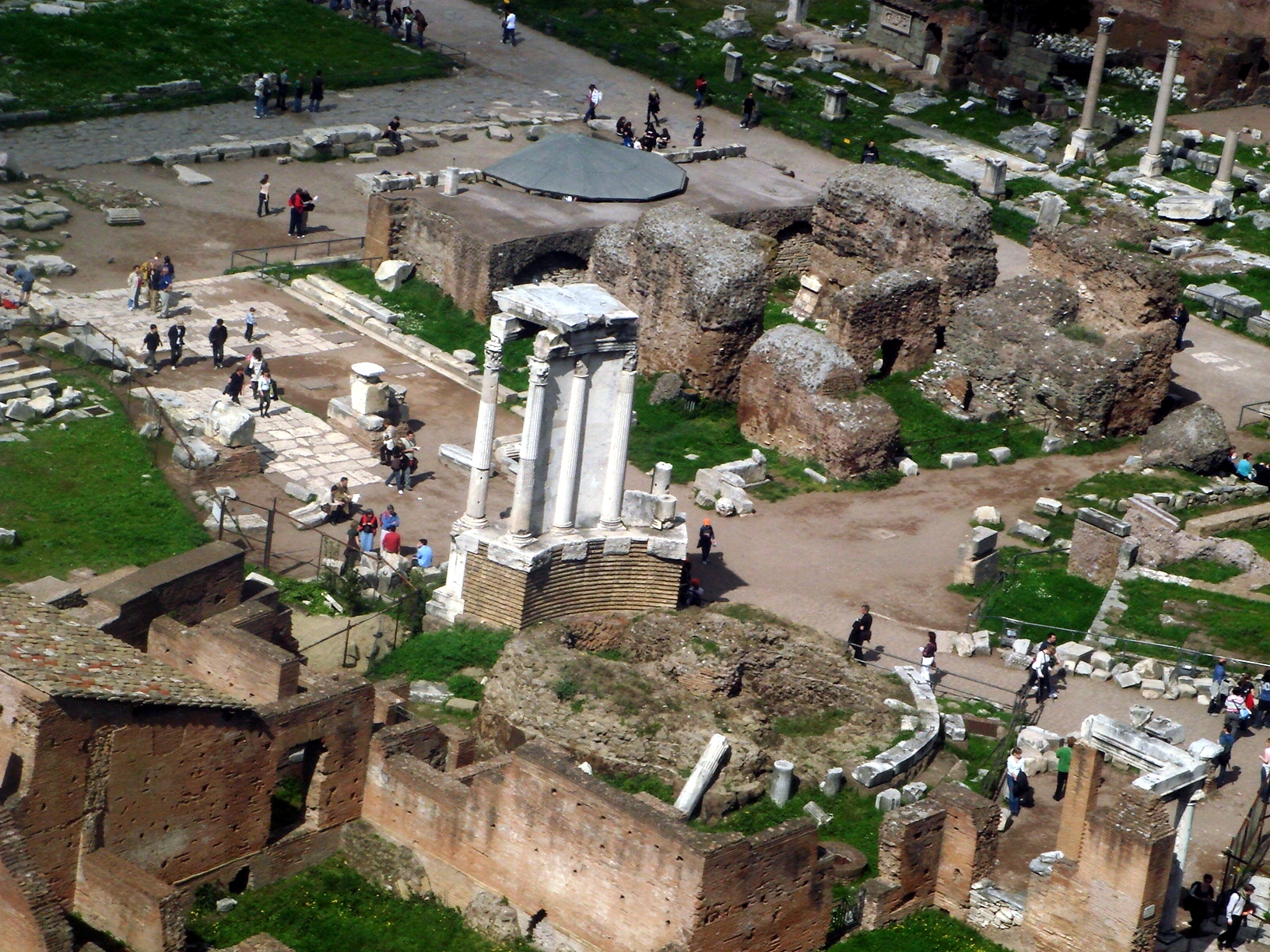
Foto av Vestatemplet på Forum Romanum.